# Doksy (ort i Mellersta Böhmen)
Doksy är en ort i Tjeckien.   Den ligger i regionen Mellersta Böhmen, i den centrala delen av landet, 27 km väster om huvudstaden Prag. Doksy ligger 399 meter över havet och antalet invånare är 1600.
Terrängen runt Doksy är platt. Runt Doksy är det ganska tätbefolkat, med 62 invånare per kvadratkilometer. Närmaste större samhälle är Kladno, 5,0 km nordost om Doksy. Trakten runt Doksy består till största delen av jordbruksmark.